# Alburnus akili
Alburnus akili е изчезнал вид лъчеперка от семейство Шаранови (Cyprinidae).